# جورج وليامز (لاعب كرة قاعدة أمريكي)
جورج وليامز (بالإنجليزية: George Williams)‏ هو لاعب كرة قاعدة أمريكي، ولد في 23 أكتوبر 1939 في ديترويت في الولايات المتحدة، وتوفي بنفس المكان في 14 مايو 2009 بسبب سرطان الرئة.

## وصلات خارجية
- جورج وليامز على موقعبيزبول رفرنس.كوم (الدوري الرئيسي) (الإنجليزية)
- جورج وليامز على موقعبيزبول رفرنس.كوم (الدوري الثانوي) (الإنجليزية)